# Matozinhos
Matozinhos este un oraș în Minas Gerais (MG), Brazilia.